# جنیفر لی (فیلم‌ساز)
جنیفر لی (انگلیسی: Jennifer Lee)؛ زادهٔ ۱۹۷۱ یک کارگردان، و فیلم‌نامه‌نویس اهل ایالات متحده آمریکا است.

## فیلم‌شناسی

### فیلم
| سال  | فیلم                        | سمت                                            | توضیحات                  |
| ---- | --------------------------- | ---------------------------------------------- | ------------------------ |
| ۲۰۱۲ | رالف خرابکار                | نویسنده                                        |                          |
| ۲۰۱۳ | منجمد                       | کارگردان (به همراه کریس باک)، نویسنده، صداگذار | صدای ملکه / صداهای اضافی |
| ۲۰۱۴ | قهرمان بزرگ ۶               | صداگذار                                        | رهبری خلاق               |
| ۲۰۱۵ | تب یخ‌زده                    | کارگردان (به همراه کریس باک)، نویسنده          | (کوتاه)                  |
| ۲۰۱۶ | زوتوپیا                     | داستان‌نویس                                     |                          |
| ۲۰۱۶ | موانا                       | صداگذار                                        | رهبری خلاق               |
| ۲۰۱۸ | چین‌خوردگی در زمان           | نویسنده                                        |                          |
| ۲۰۱۸ | رالف اینترنت را خراب می کند | تهیه‌کننده، صداگذار                             |                          |
| ۲۰۱۹ | منجمد ۲                     | کارگردان (به همراه کریس باک)، نویسنده          |                          |
| ۲۰۲۱ | رایا و آخرین اژدها          | تهیه کننده ، صداگذار                           | استودیو و رهبری خلاق     |
| ۲۰۲۱ | افسون                       | تهیه کننده ، صداگذار                           | استودیو و رهبری خلاق     |
| ۲۰۲۲ | دنیای عجیب غریب             | تهیه کننده ، صداگذار                           | استودیو و رهبری خلاق     |
| ۲۰۲۳ | آرزو کردن                   | نویسنده، تهیه کننده، صداگذار                   | استودیو و رهبری خلاق     |
| TBA  | راه بین                     | نویسنده، تهیه‌کننده                             |                          |